# Hypsikles z Aleksandrii
Hypsikles z Aleksandrii (II wiek p.n.e.) – starogrecki matematyk. Zajmował się głównie geometrią, kontynuował badania Apolloniosa z Perge nad bryłami nieregularnymi. Jest też autorem prac z astronomii.